# Ariel Mosór
Ariel Paweł Mosór (ur. 19 lutego 2003 w Katowicach) – polski piłkarz, występujący na pozycji środkowego obrońcy w polskim klubie Raków Częstochowa.
Wychowanek Unii Warszawa, w swojej karierze grał także w Legii Warszawa oraz w Piaście Gliwice. Młodzieżowy reprezentant Polski.

## Kariera
Ariel Mosór przeszedł przez szeregi Unii Warszawa, zanim dołączył do Legii Warszawa w 2018 roku. Swój pierwszy profesjonalny mecz rozegrał 15 lipca 2020 roku, podczas wyjazdowego remisu z Lechią Gdańsk, sezon 2019/2020 zakończył z mistrzostwem Polski.
9 czerwca 2021 roku Piast Gliwice poinformował o podpisaniu przez Mosóra trzyletniej umowy, z opcją przedłużenia umowy o kolejne 12 miesięcy. 12 marca 2022 zdobył pierwszego gola w Ekstraklasie, zapewniając klubowi wygraną 1:0 nad Lechią Gdańsk.

## Sukcesy

### Klubowe

#### Legia Warszawa
- Mistrzostwo Polski: 2019/2020

### Indywidualne
- Młodzieżowiec sezonu podczas Gali Ekstraklasy: 2022/2023[9][10]

## Życie prywatne
Syn Piotra Mosóra, również piłkarza.